# Stefan Ljungqvist
Stefan Allan Ljungqvist, född 4 september 1948 i Göteborg, död 7 juni 2023 i Stensjöns distrikt i Mölndal, var en svensk operasångare (bas) och skådespelare.

## Karriär

### Sångare och musiker
Ljungqvist växlade mellan opera, visor, revyer och musikaler under sin karriär. Han spelade i popbandet Jokers 1968, men började även framträda som trubadur. När han framträdde på en visafton på Röhsska museet i Göteborg 1966 hade arrangören glömt bort hans namn och presenterade honom som Trubadur X, ett artistnamn som han sedan använde sig av under större delen av 1970-talet. Repertoaren innehöll visor av både Evert Taube och Nils Ferlin, men också texter skrivna av Bo Maniette eller göteborgspoeten Ture Ivar Dahlberg. Han sjöng gärna fräckisar och blev censurerad på Göteborgs ungdomsgårdar. Han spelade in tre LP-skivor under namnet Trubadur X och hamnade på Svensktoppen med Det är så hälsosamt och stärkande i fjällen 1977. Ljungqvist låg även 22 veckor på Svensktoppen med Matz-Ztefanz med Lailaz 1997 med låten Evert.
Han gick på Operahögskolan 1972–1975. Han gestaltade Carl Michael Bellman i Bellmanspelet i Stockholm 1972 och var en genomgående figur i ett krönikespel vid Lisebergs 50-årsjubileum 1973.
Ljungqvist var en framstående tolkare av Lasse Dahlquists visor; 1980 sjöng han in LP-skivan Till Lasse Dahlquist från Stefan Ljungqvist. Han tilldelades Lasse Dahlquist-stipendiet 1991.

### Revyer och musikaler
Under 1980-talet var Ljungqvist med i flera av Hagge Geigerts revyer på Lisebergsteatern i Göteborg. På samma scen spelade han i farsen Arsenik och gamla spetsar 1987 och revyerna Sommarskôj på 1990-talet.
På senare år var Ljungqvist gästartist i olika revyer runtom i landet, bland annat hos Mats Ljung i Skara. Somrarna 2010–2013 spelade Ljungqvist på Gunnebo slottsteater i Mölndal med uppsättningarna Vita Hästen, Lorden från gränden, Ladykillers och Charmören från Långedrag. Han spelade även rollen som Robban i musikalen Sällskapsresan – baserad på Lasse Åbergs film från 1980 – på Nöjesteatern i Malmö.

### TV och film
För den stora publiken blev Ljungqvist mest känd som den något fumlige men godhjärtade polismannen Evald Larsson i deckarserien Polisen i Strömstad. Ljungqvist hade även flera egna underhållningsserier i TV bland annat Stjärnsmäll på Liseberg och Ljungqvist på bommen.
För en yngre publik blev han mer känd som rösten till två av Disneys skurkar: John Ratcliffe i Pocahontas (1995) och Claude Frollo i Ringaren i Notre Dame (1996). Ljungqvist gjorde även rösten till Skräphögen i den klassiska barnserien Fragglarna.

## Diskografi (i urval)
- 1972 – Trubadur X
- 1974 – Morgonsprång och andra tvärkast
- 1976 – Gräjtest hits
- 1980 – Till Lasse Dahlquist från Stefan Ljungqvist
- 1997 – Matz-Ztefanz med Lailaz Volym 1
- 1999 – Västkustens bästa visor
- 2000 – Kustens pärlor

## Filmografi (i urval)
- 1979 – Mor gifter sig (TV-serie)
- 1982 – Polisen som vägrade svara (TV-serie) – Evald Larsson
- 1984 – Polisen som vägrade ge upp (TV-serie) – Evald Larsson
- 1985 – Skrotnisse och hans vänner (TV-serie) – Ubåtskaptenen (röst)
- 1988 – Polisen som vägrade ta semester (TV-serie) – Evald Larsson
- 1990 – Kurt Olsson – filmen om mitt liv som mej själv – Polis
- 1993 – Polisen och domarmordet (TV-serie) – Evald Larsson
- 1994 – År av drömmar (TV-serie)
- 1995 – Pocahontas – Guvernör John Ratcliffe (svensk röst)
- 1996 – Ringaren i Notre Dame – Domare Claude Frollo (svensk röst)
- 1996 – Polisen och pyromanen (TV-serie) – Evald Larsson
- 1996 – Monopol – Gud
- 1998 – Pocahontas 2: Resan till en annan värld – Guvernör John Ratcliffe (svensk röst)
- 2001 – Atlantis – En försvunnen värld – Fenton Q. Harcourt (svensk röst)
- 2002 – Lilo & Stitch – Dr. Jumba Jookiba (svensk röst)
- 2002 – Jobba hem, jobba hem!
- 2003 – Stitch! - Experiment 626 – Dr. Jumba Jookiba (svensk röst)
- 2003 – Lilo & Stitch (TV-serie) – Dr. Jumba Jookiba (svensk röst)
- 2005 – Lilo & Stitch 2 – Dr. Jumba Jookiba (svensk röst)

## Teater

### Roller i urval
| År   | Roll                             | Produktion                                               | Regi           | Teater                 |
| ---- | -------------------------------- | -------------------------------------------------------- | -------------- | ---------------------- |
| 2010 | Fritiof Blomkvist, trikåfabrikör | Vita Hästen Ralph Benatzky, Erik Charell och Hans Müller | Anders Aldgård | Gunnebo slottsteater   |
| 2011 | Fritiof Blomkvist, trikåfabrikör | Vita Hästen Ralph Benatzky, Erik Charell och Hans Müller | Anders Aldgård | Riksteatern            |
| 2011 | Parchester                       | Lorden från gränden L. Arthur Rose och Noel Gay          | Anders Aldgård | Gunnebo slottsteater   |
| 2012 | Brudens far                      | Nu är det klippt Robert Dröse                            | Robert Dröse   | Maximteatern och turné |
| 2012 | One Round                        | Ladykillers Graham Linehan                               | Lena Koppel    | Gunnebo slottsteater   |
| 2012 | Fritiof Blomkvist, trikåfabrikör | Vita Hästen Ralph Benatzky, Erik Charell och Hans Müller | Anders Aldgård | Nöjesteatern           |
| 2013 | One Round                        | Ladykillers Graham Linehan                               | Lena Koppel    | Riksteatern            |
| 2013 | Oscar Bräutigam                  | Charmören från Långedrag Franz Arnold och Ernst Bach     | Anders Aldgård | Gunnebo slottsteater   |
| 2017 | Edvard Lagberg, riksdagsman      | Spanska flugan Franz Arnold och Ernst Bach               | Anders Aldgård | Gunnebo slottsteater   |

- Den fattiga bonden i Bruden som försvann (Borås Stadsteater)
- Polischefen i Tolvskillingsoperan (Borås Stadsteater)
- Lenny i Möss och människor (Borås Stadsteater)
- Världens galenskap (Chinateatern i Stockholm)
- Joe i Teaterbåten
- Änkeman Jarl i Änkeman Jarl (Lisebergsteatern i Göteborg)
- Doolittle i My Fair Lady (Storan i Göteborg)
- Tevje i Spelman på taket (Storan i Göteborg)